# Josep Maria Pi i Sunyer
Josep Maria Pi i Sunyer (San Nicolás de los Arroyos, Argentina 1889 - Barcelona 1984) fou un advocat i jurista català.

## Biografia
Fou fill de Francesc Pi i Sunyer i de Júlia Sunyer i Quintana, filla del polític i metge Francesc Sunyer i Capdevila, que fou diputat, ministre d'Ultramar i alcalde de Barcelona. Josep Maria Pi i Sunyer es llicencià en dret a la Universitat de Barcelona i es doctorà a la Universitat de Madrid. El 1905 començà a treballar de mecanògraf a la Diputació de Barcelona.
Interessat per la política, fou un dels fundadors d'Acció Catalana. Durant la Segona República Espanyola fou secretari de l'ajuntament de Barcelona. En esclatar la guerra civil espanyola va facilitar passaports als seus amics perseguits de la zona republicana facilitant-los passaports.
El 1937 marxà a París, però tornà a Catalunya el 1940. Les autoritats franquistes el depuraren i separaren del càrrec de l'ajuntament. Tot i això, guanyà per oposició la càtedra de dret administratiu el 1940, i com a catedràtic fou molt popular entre els seus alumnes pel seu humor, caràcter i anècdotes. Fou degà del Col·legi d'Advocats de Barcelona i de la facultat de dret. Col·laborà en nombroses revistes de dret administratiu i el 1982 va rebre la Creu de Sant Jordi.